# Jimburillo
Jimburillo es una localidad peruana ubicada en el distrito de Ayabaca, perteneciente a la provincia homónima del departamento de Piura, al norte del Perú. 

## Ubicación
Jimburillo se ubica al noreste de la provincia de Ayabaca, en el distrito de Ayabaca, en el departamento de Piura.

## Demografía
En 2017 Jimburillo tenía una población de 6 habitantes.
| Gráfica de evolución demográfica de Jimburillo entre 1993 y 2017   |
|                                                                    |
| Fuentes: Población 1993 (junto com El Molino de Jimburilla) y 2017 |